# Peter Schreier
Peter Max Schreier (Meißen, 1935. július 29. – Drezda, 2019. december 25.) német operaénekes (tenor), karmester. Színpadon különösen Mozart-tenorként volt világszerte ünnepelt művész. Oratóriumszólistaként és Schubert dalainak tolmácsolójaként is a 20. század legnagyobb művészei közé tartozott.

## Élete
Kisgyermekkorát Gauernitz-Constappelben töltötte, ahol édesapja kántortanító volt. Tőle kapta zenei ismeretei alapjait. 1943-ban felvették a világhírű drezdai Kreuzchor előkészítőjébe. A kórus internátusában Rudolf Mauersberger alapozta meg technikáját, ami felnőttként alkalmassá tette bel canto és Mozart-szerepek eléneklésére. 1944-ben szerepelt először színpadon, mint a Varázsfuvola egyik fiúja. 1945. július 1-jétől a Kreuzchor szopránszólamában énekelt, karácsonykor már altszólista volt, s az maradt egészen a mutálásig, amikor hangja tenorrá változott, és megválasztották első kórusprefektusnak. Több európai turnén vett részt, ekkor járt először Magyarországon is. 1954-ben vált meg a fiúkartól.
1954 és 1956 között Fritz Polster magántanítványa volt Lipcsében. A város rádióállomása (ma MDR) énekkarának tagja volt rövid időre. 1955-ben Sulzbach-Rosenbergben énekelte először a János-passió Evangelistáját, a következő évben ugyanezt a Máté-passióban Brémában és Drezdában.
1956 és 1959 között a szász főváros Carl Maria von Weber Zeneművészeti Főiskoláján Heinz Winkler növendéke volt az ének szakon. A karmesterképzőt Ernst Hintzénél végezte el. Az államvizsga után a Semperoper stúdiójában szerezte meg a kellő színpadi gyakorlatot. Az operairodalom számos akkor még ritkaságnak számító darabjában alakított kisebb-nagyobb szerepeket. A Fidelio első foglyaként debütált. Első Mozart-szerepe 1960-ban Ferrando volt a Cosìban. A következő év októberében lett a társulat magánénekese.

„Schreier hangja a lírai tenor gyönyörű példája, amelyet másként daltenornak is szoktak mondani. Abszolút hajlékonyság, kristálytiszta, fuvolaszerű könnyedség jellemzi ezt a ritka hangfajt, amely magas fekvéseinek csengő szépségével szinte beburkolja a hallgatót. Ez a hatalmas termetű, mosolygós arcú fiatalember valóban mindent tud, amit az éneklésről tudni lehet, amellett teherbírása végtelennek tűnik […]”

– Pernye András, 1969. március 19.

## Szerepei
- Ludwig van Beethoven: Fidelio – Jacquino; Első fogoly
- Benjamin Britten: Koldusopera – Jemmy Twitcher
- Domenico Cimarosa: A titkos házasság – Paolino
- Csajkovszkij: Jevgenyij Anyegin – Lenszkij
- Paul Dessau: Lucullus elítéltetése – Lasus; Első tiszt
- Paul Dessau: Einstein – Első fizikus
- Fidelio F. Finke: A varázshal – Hein halász
- Jean Kurt Forest: Tai Jang felébred – Szen
- Georg Friedrich Händel: Julius Cæsar Egyiptomban – Sextus
- Joseph Haydn: Az igazi állhatatosság – Errico gróf
- Leoš Janáček: A holtak házából – Fiatal rab
- Albert Lortzing: Cár és ács – Nagy Péter; Marquis de Chateauneuf
- Jules Massenet: Manon – Des Grieux
- Claudio Monteverdi: Orfeusz – címszerep
- Mozart: Bastien és Bastienne – Bastien
- Mozart: Mitridatész, Pontusz királya – Mitridatész
- Mozart: Ascanio Albában – Ascanio
- Mozart: Lucio Silla – címszerep
- Mozart: A pásztorkirály – Nagy Sándor
- Mozart: Az álruhás kertészlány – Belfiore
- Mozart: Zaide – Gomatz
- Mozart: Idomeneo, Kréta királya – Idomeneo; Idamantes
- Mozart: Scipione álma – Scipione
- Mozart: Szöktetés a szerájból – Belmonte
- Mozart: A színigazgató – Monsieur Vogelsang
- Mozart: Figaro lakodalma – Basilio
- Mozart: Don Juan – Don Ottavio
- Mozart: Così fan tutte – Ferrando
- Mozart: A varázsfuvola – Tamino; Első fiú
- Muszorgszkij: Borisz Godunov – A falu bolondja
- Otto Nicolai: A windsori víg nők – Fenton
- Hans Pfitzner: Palestrina – címszerep
- Prokofjev: Szemjon Kotko – Mikola
- Gioachino Rossini: A sevillai borbély – Almaviva gróf
- Ifj. Johann Strauss: A denevér – Alfred
- Richard Strauss: Salome – Narraboth
- Richard Strauss: A rózsalovag – Olasz énekes
- Richard Strauss: Ariadné Naxos szigetén – Scaramuccio
- Richard Strauss: Daphné – Leukippos
- Richard Strauss: Az egyiptomi Heléna – Da-Ud
- Richard Strauss: Capriccio – Flamand
- Giuseppe Verdi: La Traviata – Gastone de Letorières
- Richard Wagner: A bolygó hollandi – Kormányos
- Richard Wagner: A nürnbergi mesterdalnokok – David
- Richard Wagner: Trisztán és Izolda – Egy fiatal hajós
- Richard Wagner: A Rajna kincse – Loge
- Kurt Weill: A kispolgár hét főbűne – Apa
- Kurt Weill: Mahagonny városának tündöklése és bukása – Jim Mahoney

## Önéletrajzai
- Aus meiner Sicht. Gedanken und Erinnerungen. Berlin, 1983. Union-Verlag ISBN 3552035354
- Im Rückspiegel. Erinnerungen und Ansichten. Wien, 2005. Edition Steinbauer ISBN 3902494042

## Főbb lemezfelvételei
- Johann Sebastian Bach egyházi kantátái – tenor BWV 1, 4, 10, 21, 26, 36, 40, 61, 68, 71, 80, 110, 134, 137, 140, 172, 243 (Arleen Augér, Ortrun Wenkel, Theo Adam stb.; Thomanerchor Leipzig, a Lipcsei Gewandhaus Zenekara stb., vezényel: Hans-Joachim Rotsch) (1975–1984) Berlin Classics 0184212BC
- Johann Sebastian Bach összes világi kantátája – tenor és karmester (Edith Mathis, Lucia Popp, Arleen Augér, Hamari Júlia, Siegfried Lorenz, Theo Adam stb.; Berliner Solisten; Berlini Kamarazenekar) (1976–1985) Berlin Classics 0 184202BC
- Franz Schubert összes világi és egyházi kórusműve (Helen Donath, Lucia Popp, Brigitte Fassbaender, Dietrich Fischer-Dieskau; Bajor Rádió Ének- és Zenekara, vezényel: Wolfgang Sawallisch) (1980–1993) Warner 0284742
- Franz Schubert: A szép molnárleány – Téli utazás – Hattyúdal + dalok (Schiff András [zongora]) (1989) Decca 475 268-2